# 3-я гренадерская дивизия (Российская империя)

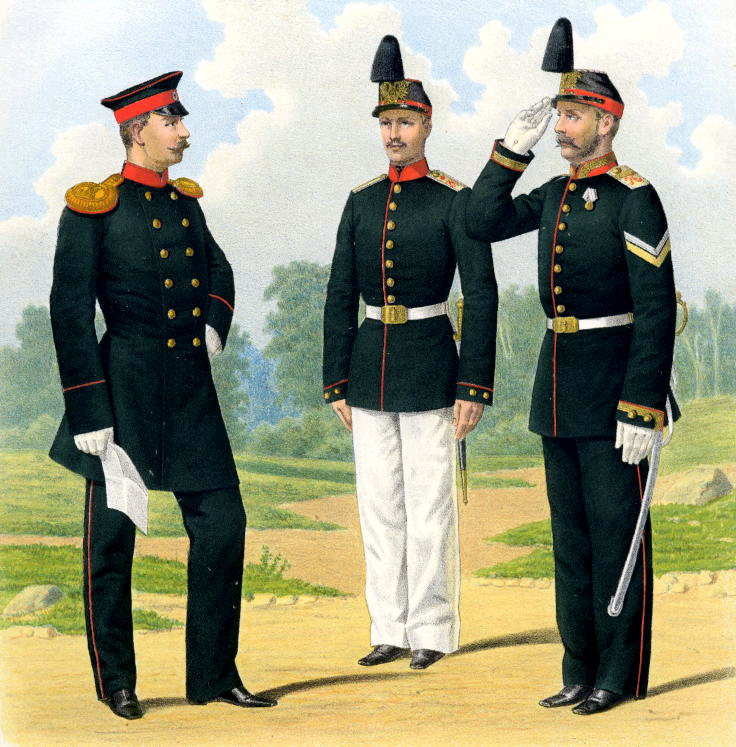
Губарев П. К. Полки Первой, Второй и Третьей Гренадерских дивизий. 1874 г.

3-я гренадерская дивизия — гренадерское соединение Русской императорской армии.
Штаб-квартира дивизии: Москва (в 1881 — 1914 гг.). С 1910 г. 3-я гренадерская дивизия входила в 25-й армейский корпус Московского военного округа.

## История

### Сформирование
Гренадеры как отборные военнослужащие появились в Вооружённых силах России при Петре Великом в виде отдельных рот в гвардейских и армейских пехотных полках, а также в виде гренадерских полков.
В XVIII веке в Русской армии гренадерские части (полки и батальоны) не составляли отдельных соединений, действуя в составе более крупных пехотных формирований. 17 января 1811 года при переформировании дивизий, существовавших в Русской армии как тактические соединения с 1806 года, 1-я дивизия была составлена из гренадерских полков, а 27 марта 1811 года из гренадерских полков сформирована 2-я дивизия. В апреле 1814 года эти дивизии были преобразованы в 1-ю, 2-ю и 3-ю гренадерские дивизии с новым составом.
3 апреля 1814 года, за отличия, в состав 1-й гренадерской дивизии были включены 1-й егерский и 3-й егерский полки с добавлением к их наименованиям прилагательного "гренадерские", а состоявшие там Перновский и Кексгольмский гренадерские полки переведены в новосформированную 3-ю гренадерскую дивизию.
Во время Великой войны 3-я гренадерская участвовала в боях с германскими и австро-венгерскими войсками на Западном и Юго-Западном фронтах.

### Боевые действия
В августе 1914 года дивизия участвовала в Галицийской битве в составе 25 ак 5-й армии. В ходе Томашевского сражения (или битвы при Комарове) дивизия понесла крупные потери и в беспорядке отступила. Как следствие, начальник дивизии генерал-лейтенант Ф.Н. Добрышин был отстранен от командования.

3-й Гренадерской дивизии вначале очень не повезло у Замостья. Впоследствии с генералами Бауфалом и Киселевским она доблестно дралась у Ново-Александрии в ивангородских боях (фанагорийцы), в краковском направлении (малороссийцы), на Ниде, в мае 1915 года у Опатова, на подступах к Люблину в июне 1915 года при Вильколазе и Уржендове (где отличились сибирцы полковника Токарева. За Вильколаз полковник Токарев посмертно награжден орденом св. Георгия 3-й степени).— А. А. Керсновский. История русской армии
Дивизия – участница Ченстохово-Краковской операции в ноябре 1914 г., Таневского сражения 18 – 25 июня 1915 г. и Люблин-Холмского сражения 9 - 22 июля 1915 г.
3-я гренадерская дивизия расформирована в марте 1918 г.

## Состав (с 14.02.1833, места дислокации и полные наименования частей — на нач. XX в.)
- Управление (Москва)
- 1-я гренадерская бригада (Владимир)
  - 9-й гренадерский Сибирский полк
  - 10-й Малороссийский гренадерский полк
- 2-я гренадерская бригада (Москва)
  - 11-й гренадерский Фанагорийский полк
  - 12-й гренадерский Астраханский полк
- 3-я гренадерская артиллерийская бригада (Ростов, Ярославской губернии)

## Командование дивизии
(Командующий в дореволюционной терминологии означал временно исполняющего обязанности начальника или командира. Должности начальника дивизии соответствовал чин генерал-лейтенанта, и при назначении на эту должность генерал-майоров они оставались командующими до момента своего производства в генерал-лейтенанты).

### Начальники дивизии
- 03.04.1814 — 10.05.1814 — командующий генерал-майор барон де Дамас, Максим Иванович
- 10.05.1814 — 27.07.1814 — командующий генерал-майор Посников, Фёдор Николаевич
- 27.07.1814 — 30.08.1818 — генерал-лейтенант Рот, Логгин Осипович
- 30.08.1818 — 20.01.1830 — генерал-майор (с 12.12.1824 генерал-лейтенант) Храповицкий, Матвей Евграфович
- 20.01.1830 — 30.08.1832 — генерал-лейтенант Набоков, Иван Александрович
- 30.08.1832 — 10.05.1842 — генерал-лейтенант Обручев, Владимир Афанасьевич
- 10.05.1842 — 09.12.1843[10] — генерал-лейтенант Ширман, Фёдор Карлович
- 09.12.1843 — 06.01.1846 — генерал-лейтенант Овандер, Василий Яковлевич
- 06.01.1846 — 03.10.1853 — генерал-майор (с 23.03.1847 генерал-лейтенант) Вяткин, Александр Сергеевич
- 03.10.1853 — 01.03.1862 — генерал-лейтенант Крылов, Сергей Сергеевич
- 01.03.1862 — 31.10.1863 — генерал-лейтенант Бельгард, Валериан Александрович
- 31.10.1863 — 19.02.1877 — генерал-лейтенант Ганецкий, Николай Степанович
- 22.02.1877 — 05.06.1884 — генерал-майор (с 16.04.1878 генерал-лейтенант) Данилов, Михаил Павлович
- 06.07.1884 — 09.04.1889 — генерал-лейтенант Зверев, Николай Яковлевич
- 09.04.1889 — 30.07.1892[11] — генерал-лейтенант Бискупский, Константин Ксаверьевич
- 12.08.1892 — 16.07.1894[12] — генерал-лейтенант Челищев, Алексей Александрович
- 30.07.1894 — 27.12.1894[13] — генерал-лейтенант Маныкин-Невструев, Александр Иванович
- 18.01.1895 — 03.06.1898 — генерал-лейтенант фон Мевес, Михаил Троянович
- 18.08.1898 — 25.04.1900[14] — генерал-лейтенант Гец, Дмитрий Николаевич
- 13.10.1900 — 02.01.1903 — генерал-лейтенант граф Стенбок, Герман Германович
- 10.02.1903 — 01.06.1905 — генерал-лейтенант Гапонов, Леонтий Васильевич
- 08.06.1905 — 15.04.1909 — генерал-лейтенант Яковлев, Пётр Петрович
- 08.05.1909 — 09.05.1914 — генерал-лейтенант Горбатовский, Владимир Николаевич
- 09.05.1914 — 19.09.1914 — генерал-лейтенант Добрышин, Филипп Николаевич
- 19.09.1914 — 04.11.1914 — командующий генерал-майор Бауфал, Владислав Францевич
- 04.11.1914 — 23.08.1916 — генерал-лейтенант Киселевский, Николай Михайлович
- 02.06.1917 — 23.10.1917 — командующий генерал-майор Савченко, Сергей Николаевич

### Начальники штаба дивизии
Должность начальника штаба дивизии введена 1 января 1857 года.
- 01.01.1857 — 25.12.1863 — подполковник (с 30.08.1860 полковник) князь Оболенский, Николай Сергеевич
- 25.12.1863 — 06.09.1869 — подполковник (с 30.08.1866 полковник) Тарасенков, Фёдор Васильевич
- 05.10.1869 — 03.03.1877 — подполковник (с 17.14.1870 полковник) фон Бурзи, Иван Карлович
- 06.03.1877 — 21.08.1877 — и. д. полковник Сахновский, Владимир Григорьевич
- 21.08.1877 — 13.08.1878 — полковник Чайковский, Митрофан Петрович
- хх.хх.1878 — 16.12.1883 — полковник Беляев, Николай Михайлович
- 31.12.1883 — 27.10.1884 — полковник Пожаров, Андрей Алексеевич
- 30.10.1884 — 28.04.1885 — и. д. полковник Белявский, Николай Николаевич
- 30.04.1885 — 10.06.1886 — полковник Мешетич, Николай Фёдорович
- 10.06.1886 — 07.05.1890 — флигель-адъютант полковник князь Святополк-Мирский, Пётр Дмитриевич
- 24.02.1892 — 10.03.1898 — полковник Светозаров, Николай Иванович
- 01.04.1898 — 31.10.1899 — полковник Гершельман, Иван Романович
- 25.11.1899 — 31.12.1901 — полковник Роде, Василий Павлович
- 10.01.1902 — 01.12.1903 — полковник Голосов, Всеволод Петрович
- 13.01.1905 — 07.12.1911 — полковник Гутор, Александр Евгеньевич
- 08.12.1911 — 20.10.1913 — полковник Покровский, Григорий Васильевич
- 01.03.1914 — 10.11.1914 — полковник Егорьев, Владимир Николаевич
- 02.12.1914 — 09.02.1915 — полковник Попов, Владимир Петрович
- 23.02.1915 — 30.11.1915 — полковник Квитницкий, Леонид Викторович
  - 15.03.1915 — 30.07.1915 — врид капитан Рышковский, Борис Иванович (возможно, параллельно с Квитницким Л.В.)
- 05.01.1916 — 29.02.1916 — генерал-майор Болдырев, Василий Георгиевич
- 02.03.1916 — 29.07.1916 — полковник Карликов, Вячеслав Александрович
- 31.07.1916 — 21.05.1917 — полковник (с 06.12.1916 генерал-майор) Савченко, Сергей Николаевич
- 21.05.1917 — 27.06.1917 — полковник Антонович, Александр Трифонович
- 30.07.1917 — полковник Поляков, Пётр Иванович

### Командиры 1-й бригады
В период с начала 1857 года по 30 августа 1873 года должности бригадных командиров были упразднены.
После начала Первой мировой войны в дивизии была оставлена должность только одного бригадного командира, именовавшегося командиром бригады 3-й гренадерской дивизии.
- 03.04.1814 — 02.08.1815 — генерал-майор Посников, Федор Николаевич
- 02.08.1815 — 02.01.1820 — генерал-майор Левин, Дмитрий Андреевич
- 17.01.1820 — 30.12.1820 — генерал-майор Карцов, Павел Степанович
- 01.01.1821 — 07.02.1821 — генерал-майор Андржейкович, Иван Фаддеевич
- 09.03.1821 — 27.06.1826 — генерал-майор Иванов, Степан Емельянович
- 14.02.1833 — 15.01.1842 — генерал-майор Мандерштерн, Август Егорович
- 15.01.1842 — 18.08.1843 — генерал-майор Свиты граф Суворов-Рымникский князь Италийский Александр Аркадьевич
- 18.08.1843 — 09.01.1845 — генерал-майор Свиньин, Никита Петрович
- 22.01.1845 — 09.05.1845 — генерал-майор Граббе, Пётр Христофорович
- 31.05.1845 — 08.06.1846 — генерал-майор Саллос, Иван Егорович
- 08.06.1846 — 03.04.1849 — генерал-майор Воронец, Яков Владимирович
- 27.04.1849 — 14.12.1851 — генерал-майор Тутолмин, Фёдор Дмитриевич
- 14.12.1851 — 17.11.1855 — генерал-майор Лилье, Карл Матвеевич
- 29.11.1855 — 22.01.1857 — генерал-майор Козловский, Виктор Степанович
- 30.08.1873 — 15.03.1887 — генерал-майор Сорокин, Павел Николаевич
- 02.03.1887 — 11.12.1888 — генерал-майор Черемисинов, Николай Владимирович
- 18.12.1888 — 17.09.1896 — генерал-майор Кислинский, Орест Михайлович
- 27.09.1896 — 28.05.1899 — генерал-майор Дюбюк, Фёдор Александрович
- 04.06.1899 — 24.10.1899 — генерал-майор Бутурлин, Дмитрий Сергеевич
- 24.10.1899 — 07.05.1903 — генерал-майор Матвеенко, Александр Григорьевич
- 03.06.1903 — 07.04.1905 — генерал-майор Мейер, Георгий Яковлевич
- 28.05.1905 — 31.10.1906 — генерал-майор барон Ребиндер, Николай Оттонович
- 04.11.1906 — 19.01.1907 — генерал-майор Марданов, Александр Яковлевич
- 03.02.1907 — 06.01.1911 — генерал-майор Думбадзе, Николай Антонович
- 13.01.1911 — 17.09.1911 — генерал-майор Божерянов, Александр Васильевич
- 14.10.1911 — 31.12.1913 — генерал-майор Чаплыгин, Александр Иванович
- 14.01.1914 — 12.03.1915 — генерал-майор Хартулари, Михаил Викторович
- 24.03.1915 — 29.12.1916 — генерал-майор Правоторов, Николай Викторович
- 03.02.1917 — 04.09.1917 — генерал-майор Гаврилов, Виктор Иванович
- 21.09.1917 — хх.хх.хххх — генерал-майор Российский, Евгений Александрович

### Командиры 2-й бригады
- 03.04.1814 — 02.08.1815 — генерал-майор Левин, Дмитрий Андреевич
- 11.10.1815 — 25.12.1815 — генерал-майор Верёвкин, Николай Никитич
- 25.12.1815 — 19.01.1816 — генерал-майор Емельянов, Николай Филиппович
- 19.01.1816 — 10.08.1821 — генерал-майор Головин, Евгений Александрович
- 27.08.1821 — 11.07.1822 — генерал-майор Гурьев, Александр Дмитриевич
- 30.08.1822 — 21.04.1827 — генерал-майор Козлов, Николай Васильевич
- 21.04.1827 — 20.01.1830 — генерал-майор Фриш, Матвей Карлович
- 14.02.1833 — 22.01.1845 — генерал-майор Граббе, Пётр Христофорович
- 22.01.1845 — 06.01.1846 — генерал-майор Крылов, Сергей Сергеевич
- 06.01.1846 — 13.03.1848— генерал-майор Мерказин, Дмитрий Алексеевич
- 26.03.1848 — 01.05.1848 — генерал-майор Корф, Павел Иванович
- 01.05.1848 — 20.03.1850 — генерал-майор Мусницкий, Осип Осипович
- 25.05.1850 — 12.04.1855 — генерал-майор Фелькнер, Владимир Иванович
- 12.04.1855 — 04.05.1855 — генерал-майор Фёдоров, Дмитрий Петрович
- 04.05.1855 — 04.03.1856 — генерал-майор Кривцов, Андрей Дмитриевич
- 04.03.1856 — 22.01.1857 — генерал-майор Лихачёв, Александр Фёдорович
- 30.08.1873 — 12.03.1881 — генерал-майор Квитницкий, Леонид Ксенофонтович
- 12.03.1881 — 09.04.1889 — генерал-майор Бискупский, Константин Ксаверьевич
- 16.04.1889 — 30.11.1892 — генерал-майор Голубев, Фёдор Фёдорович
- 20.12.1892 — 02.04.1899 — генерал-майор Авинов, Фёдор Александрович
- 28.04.1899 — 22.05.1901 — генерал-майор Редькин, Пётр Тимофеевич
- 02.06.1901 — 07.06.1907 — генерал-майор Крузенштерн, Аксель Фридрихович
- 25.06.1907 — 20.12.1908 — генерал-майор Воронов, Владимир Михайлович
- 11.01.1909 — 09.07.1914 — генерал-майор Захаров, Пётр Матвеевич
- 01.08.1914 — 13.01.1915 — генерал-майор Кадомский, Дмитрий Петрович

### Командиры 3-й бригады
В 1833 3-я бригада расформирована.
- 03.04.1814 — 11.01.1816 — генерал-майор Рихтер, Борис Христофорович
- 11.01.1816 — 25.10.1819 — генерал-майор Красовский, Афанасий Иванович
- 12.12.1819 — 24.02.1824 — генерал-майор Маевский, Сергей Иванович
- 11.05.1824 — 28.09.1825 — генерал-майор Рашет, Эммануил Яковлевич
- 01.01.1826 — 05.04.1828 — генерал-майор Фролов, Пётр Николаевич
- 05.04.1828 — 14.08.1831 — генерал-майор Колотинский, Константин Михайлович
- 14.08.1831 — 14.02.1833 — генерал-майор Каменев-Любавский, Иван Алексеевич

### Помощники начальника дивизии
В период с 28 марта 1857 года по 30 августа 1873 года помощники начальника дивизии фактически являлись бригадными командирами.
- 22.01.1857 — 26.01.1860 — генерал-майор Козловский, Виктор Степанович
- 08.02.1860 — 18.02.1862 — генерал-майор Шернваль, Карл Андреевич
- 18.02.1862 — 06.07.1862 — генерал-майор Соболевский, Василий Львович
- 06.07.1862 — 15.08.1863 — генерал-майор Ганецкий, Николай Степанович
- 15.08.1863 — 19.03.1865 — генерал-майор Померанцев, Всеволод Павлович
- 19.03.1865 — 10.02.1867 — генерал-майор Черницкий, Александр Иосифович
- 10.02.1867 — 20.05.1868 — генерал-майор Верховский, Лев Яковлевич
- 14.06.1868 — 01.10.1868 — генерал-майор Казимирский, Станислав Осипович
- 01.10.1868 — хх.хх.1869 — генерал-майор Данилов, Михаил Павлович
- хх.хх.1869 — 23.09.1869 — генерал-майор Желтухин, Василий Романович
- 20.10.1869 — 17.04.1870 — генерал-майор Жуков, Даниил Ефимович
- 17.04.1870 — 30.08.1873[15] — генерал-майор Сорокин, Павел Николаевич

### Командиры 3-й гренадерской артиллерийской бригады
Сформирована 14.02.1811 года как 3-я полевая артиллерийская бригада. С 03.04.1814 года находилась при 3-й гренадерской дивизии, 18.04.1819 года переименована в 3-ю гренадерскую артиллерийскую бригаду.
До 1875 г. должности командира артиллерийской бригады соответствовал чин полковника, а с 17 августа 1875 г. - чин генерал-майора.
- 14.02.1811 — 25.04.1811 — подполковник Дитерихс, Андрей Иванович
- 25.04.1811 — 01.10.1813 — подполковник (с 13.05.1813 полковник) барон фон Торнау (Торнов), Фёдор Егорович (Григорьевич)
- 01.10.1813 — 23.09.1814 — полковник Вельяминов, Николай Степанович
- 23.09.1814 — 02.05.1816 — полковник Богдановский, Григорий Васильевич
- 02.05.1816 — 10.12.1816 — полковник Арапетов, Павел Иванович
- 10.12.1816 — 18.04.1826 — полковник Левшин, Иван Григорьевич
- 18.04.1826 — хх.хх.1827 — подполковник Филипов, Николай Фёдорович
- хх.хх.1827 — хх.хх.1830 — подполковник (с 25.06.1827 полковник) Яминский, Никанор Васильевич
- 09.09.1830 — 03.03.1835 — полковник Ловцов, Николай Петрович
- 05.05.1835 — 30.04.1838 — полковник (с 06.12.1837 генерал-майор) Быков, Григорий Михайлович
- 17.05.1838 — 25.03.1839 — полковник Сикстель, Василий Христианович
- 25.03.1839 — 13.02.1843 — полковник Мессершмидт, Александр Карлович
- 13.02.1843 — 06.09.1849 — полковник (с 06.12.1847 генерал-майор) Бриммер, Ермолай Яковлевич
- 06.09.1849 — 17.01.1855 — полковник (с 06.12.1850 генерал-майор) Грязнов, Егор Иванович
- 12.03.1855 — 10.01.1867 — полковник (с 08.11.1861 генерал-майор) Максимович, Михаил Степанович
- 10.01.1867 — 07.12.1879 — полковник (с 22.06.1875 генерал-майор) Сидоров, Николай Петрович
- 07.12.1879 — 16.06.1888 — полковник (с 30.08.1880 генерал-майор) Ермолов, Виктор Алексеевич
- 20.06.1888 — 07.08.1888 — генерал-майор Баумгартен, Александр Трофимович
- 07.08.1888 — 10.03.1895 — генерал-майор Суражевский, Алексей Павлович
- 14.03.1895 — 18.05.1899 — генерал-майор Вогак, Сергей Константинович
- 14.06.1899 — 22.06.1902 — полковник (с 06.04.1900 генерал-майор) Кондрацкий, Кондрат Калистратович
- 22.06.1902 — 30.03.1904 — генерал-майор Потулов, Пётр Петрович
- 30.03.1904 — 02.05.1904 — командующий полковник Сухинский, Пётр Васильевич
- 02.05.1904 — 29.12.1905 — генерал-майор Букин, Иван Васильевич
- 04.01.1906 — 16.10.1906 — полковник Мейстер, Александр Рейнгольдович
- 04.11.1906 — 24.05.1910 — полковник (с 31.05.1907 генерал-майор) Куракин, Николай Иванович
- 04.06.1910 — 11.07.1912 — генерал-майор Смысловский, Евгений Константинович
- 05.08.1912 — 24.06.1915 — генерал-майор Илькевич, Николай Андреевич
- 08.07.1915 — 08.06.1917 — полковник (с 01.09.1915 генерал-майор) Руднев, Сергей Васильевич
- 19.06.1917 — хх.хх.1917 — генерал-майор Орловский, Николай Валентинович
- хх.хх.1917 — хх.хх.1918 — полковник Вейсбах, Александр Михайлович

## Благочинные
- 1905 — 1917 — священник Михаил Епенетович Ключарев (протоиерей с 1916 года)[17]